# Heinrich Schneider (Politiker, 1801)
Heinrich Schneider (* 9. Juni 1801 in Ulmbach (Steinau an der Straße) im Main-Kinzig-Kreis; † 30. Juni 1877 in Salmünster) war ein deutscher Bürgermeister und Mitglied der kurhessischen Ständeversammlung.

## Leben
Heinrich Schneider war ein Sohn des Amtsdieners Andreas Schneider und dessen Ehefrau Margaretha geborene Hausmann und war Bürgermeister von Salmünster, als er 1852 ein Mandat für die kurhessische Ständeversammlung erhielt. Er war bis 1854 Mitglied der zweiten Kammer des Parlaments.
Dieses war nach den Unruhen im Jahre 1830 zum Zweck der Beratung und Verabschiedung einer Verfassung gebildet worden und hatte Bestand bis 1866, als Hessen durch Preußen annektiert wurde.